# 伊藤千宥
伊藤 千宥（いとう ちひろ、2001年8月27日 - ）は、日本のモデル、アイドル、女優であり、ガールズグループ・MeeLのメンバー。山口県出身。A-Light所属。
血液型はO型。ファンからの愛称はちぃちゃん。兄はシンガーソングライターの伊藤悠弥。

## 人物
自他共に認める乃木坂46ファン（特に齋藤飛鳥と星野みなみ推し）。
憧れの女優は広瀬すずと森七菜。またSEKAI NO OWARIのファンである。愛読書は『ONE PIECE』。

## 出演

### CM
- 早稲田スクール（2018年）

### 雑誌
- 福岡ファッション雑誌「LIRY」No.11,No.12
- 福岡美少女図鑑（2019）

### WEB雑誌
- ミッケ！フクオカ（Vol.2.5.6.7.9）